# Lulismus

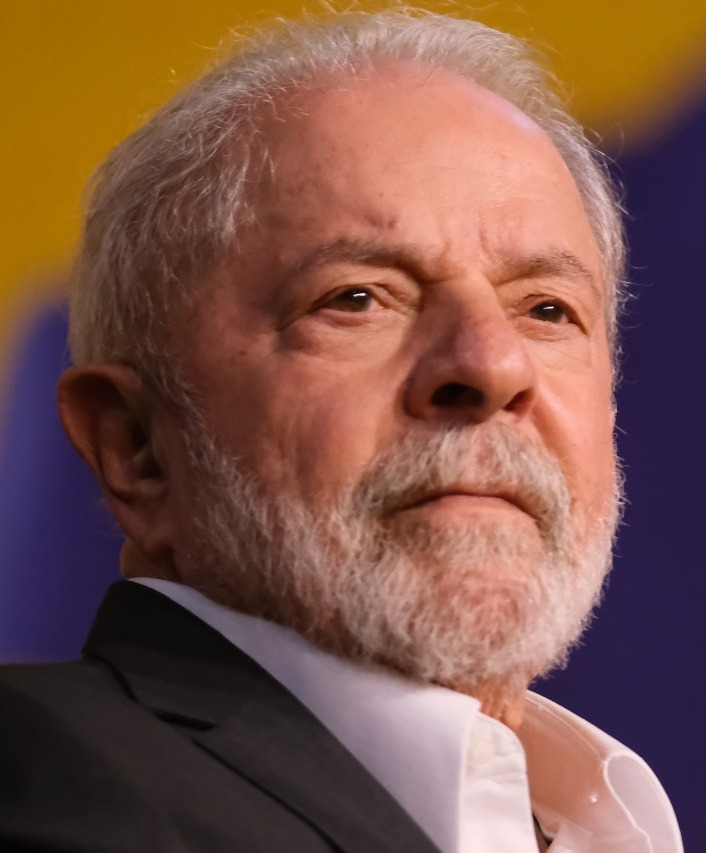
Brazilský prezident Luiz Inácio Lula da Silva, podle kterého je lulismus pojmenován

Lulismus (portugalsky Lulismo) je levicová politická ideologie popisující konsolidaci segmentů brazilské společnosti, dříve nepřátelsky naladěných vůči sociálním hnutím a Straně pracujících, za politickými silami vedenými prezidentem Luizem Ináciem Lulou da Silvou. Řízený reformismus a omezené strukturální změny se zaměřily na nejchudší vrstvy společnosti. Nižší vrstvy, které se od Luly distancovaly, přijaly jeho kandidaturu po jeho prvním prezidentském období, když se od něj odvrátila střední třída. Rétorika a praxe, které spojovalo udržování stability a státní distributivnost, jsou původem lulismu, který sice obhajuje socialismus, ale zároveň usiluje o „sociálně liberální“ přístup, který postupně řeší rozdíly mezi bohatými a chudými tržním způsobem.
Je součástí latinskoamerické levicové vlny známé jako socialismus 21. století. Někteří latinskoameričtí politici, jako například Ollanta Humala, José Mujica, Mauricio Funes, Fernando Lugo a Henrique Capriles, uváděli lulismus a chavismus jako politické modely a alternativy k Washingtonskému konsenzu.

## Vývoj
Slovo lulismus vymyslel André Singer, politolog a Lulův tiskový tajemník v letech 2003 až 2005 a mluvčí během jeho prvního prezidentství. Lulismus vznikl během prezidentské kampaně v roce 2002 a odklonil se od levicové politiky Strany pracujících. V článku napsaném pro Instituto Millenium v roce 2009 se uvádí, že „liberálové jsou po více než šesti letech lulismu zahnáni do kouta“. 
Lulismus usiloval o smíření mezi Lulou a početným brazilským konzervativním sektorem. Paradoxně se jedná o konzervativní sociální pakt kombinující hospodářskou politiku Fernanda Henrique Cardosa s distributivní politikou Lulovy vlády.
Dalším rysem, který odlišuje lulismus jako politické hnutí, je jeho nestranický charakter. Překrývá politické strany, včetně Strany pracujících, kterou Lula založil. Přestože hnutí bylo zakotveno v Lulově charismatu, liší se lulismus od jiných hnutí obklopujících politické vůdce (např. perónismus v Argentině) tím, že kolem bývalého brazilského prezidenta nevytváří kult osobnosti.
S pozdějšími událostmi v brazilské politice, jako je impeachment Dilmy Rousseffové, zatčení Luly 7. dubna 2018 a reforma pracovního práva prezidenta Michela Temera, někteří političtí komentátoři argumentují druhou fází lulismu, nyní radikálnější a více levicově orientovanou.

## Osobnosti lulismu
- Luiz Inácio Lula da Silva – 35. a 39. brazilský prezident
- Dilma Rouseff – 36. brazilská prezidentka